# Paravi
Paravi（パラビ）は、U-NEXT HOLDINGSの子会社である株式会社U-NEXTが運営する日本のビデオ・オン・デマンド・サービス「U-NEXT」のコンテンツ配信サービス。
TBSテレビ（以下TBS）・テレビ東京（以下テレ東）・WOWOWの合同動画配信サービスとして2018年4月1日にサービスを開始。2023年6月30日、U-NEXTに統合された。

## 概要
それまでTBS・テレ東とも自社で配信サービス（TBSオンデマンド・テレビ東京オンデマンド）を並行して運営していたが、TBSオンデマンドは2018年3月31日に新規有料コース登録と新規コンテンツの配信を終了し、6月30日にサービス自体を終了した。また、テレビ東京オンデマンドでもドラマ・バラエティ・アニメ番組を本サービスと無料の動画配信サービスに絞っており、Paravi開始後もサービスを引き続き提供していたあにてれの新規会員登録と有料会員向け見放題追加登録を2021年4月15日に終了し、6月30日にサービスを終了することになった。
社長の高綱康裕は2018年のインタビューにおいて、コンテンツ事業や価値を最大化させることを第一の目的としており、外資系のプラットフォームに買い叩かれないために6社が集まって立ち上げたと語っている。2021年からTBSもTBS制作のドラマ・バラエティ番組を外資系の動画配信サービスであるDisney+やNetflixで配信することで配信権の高額化という目的に対しては一歩目を進んだが、同業の定額制動画配信サービスと比べて、加入者数が低迷していることや、テレ東制作の経済番組の一部については引き続きテレビ東京ビジネスオンデマンド（現：テレ東BIZ）にて配信しているほか、WOWOWも独自の動画配信サービスである「WOWOWオンデマンド」を運営するようになるなど課題は多かった。
2023年2月17日、本サービスを運営しているプレミアム・プラットフォーム・ジャパンは同年3月31日付で同業の動画配信サービス「U-NEXT」を運営しているUSEN-NEXT HOLDINGS（現：U-NEXT HOLDINGS）の子会社である株式会社U-NEXTと経営統合することを発表した。存続会社はU-NEXT社側となり、Paraviは同年6月30日15時からU-NEXT内にコンテンツなどを移管した。また、同年3月いっぱいでWOWOWのコンテンツはParaviでの配信を一部を除いて終了している。
2023年6月30日のサービス統合により、「Paravi」はU-NEXT内のコンテンツレーベルとして継続することになった。TBSやテレ東が制作したドラマ・バラエティ番組・一部のスポーツ中継、Paraviオリジナル番組は引き続き配信されるが、テレビ東京の経済番組は一時配信されなくなった（9月1日より独立レーベル「テレ東BIZセレクション」として配信開始）。TBSやテレビ東京以外が制作したコンテンツも配信終了した（WOWOWなど、U-NEXTが別途配信契約を結んでいるものはParaviレーベル外で配信）。

## 料金形態
月額1,397円の定額制見放題（Paraviへの新規登録は不可、U-NEXTならば新規登録も可能）。
サービス開始当初は、（TBSドラマのうち）ジャニーズ事務所所属タレントの出演作品は配信せずにレンタル視聴（都度課金） となっていたが、2018年9月から定額見放題のドラマとして追加されている。ジャニーズ事務所所属タレントが主演するTBSドラマの配信は原則1年で配信終了するが、新作ドラマやTBSが制作に関わる映画公開に併せて、そのタレントが出演していたドラマの（Paraviでの）新規配信や再配信がされる場合がある。
また、定額制見放題とは別に2019年2月からWOWOWのインターネット同時配信サービスである「Paravi WOWOWプラン」（月額2300円（税抜））を開始し、BS3チャンネルの番組 も本サービスにて視聴が出来るようになった。しかし、2021年1月13日からWOWOW独自の動画配信サービス「WOWOWオンデマンド」を開始するのに伴い、1月13日10時にて新規受付を終了、6月30日に本サービスでの同時配信を終了した。
U-NEXTとのサービス統合に伴い、2023年6月30日15:00ごろをもってParaviへの新規入会を終了した。既存のParavi会員は引き続きサービスを利用できるが、新規登録と再登録は受け付けておらず、今後はU-NEXT会員として登録する必要がある。

## 対応媒体
- 個人用コンピュータ
- スマートフォン
- タブレット端末
- Amazon Fire TV
- Android TV
- Apple TV
- Chromecast

## 配信作品

### ドラマ
オリジナルコンテンツ
- SICK'S 〜内閣情報調査室特務事項専従係事件簿〜[21]
- SPECサーガ黎明篇 サトリの恋
- tourist ツーリスト [注 4]
- ネット興亡記
- Love⇄distance
- とどけ!愛のうた
- 東京、愛だの、恋だの
- -50kgのシンデレラ
- ギルガメッシュFIGHT
- 悪魔はそこに居る
- クロちゃんずラブ〜やっぱり、愛だしん〜

TBSおよび系列、BS-TBS
- 日曜劇場各作品（Paraviオリジナルストーリーと題するスピンオフドラマ含む）
- 火曜ドラマ各作品（同上）
- 金曜ドラマ各作品（同上）
- ドラマストリーム各作品
- 新しい王様（Season2はParaviオリジナルコンテンツ）
- スペシャルドラマ
  - 琉球歴史ドラマ（RBC制作）
- キッズ・ウォーシリーズ（CBC制作）
- ハイコンセプトウルトラマンシリーズ：CBC制作分各作品（コスモスのみParaviでは配信されていない）
- ボイメン新世紀 祭戦士ワッショイダー（CBC制作）
- MBS動画イズムでの配信作品の一部
- 渡る世間は鬼ばかりシリーズ
- 3年B組金八先生シリーズ

テレ東
- ドラマBiz各作品
- ドラマプレミア10各作品
- ドラマプレミア23各作品
- 金曜8時のドラマ各作品[注 5]
- ドラマ24各作品[注 6]
- ドラマ25各作品[注 6]
- ドラマパラビ各作品
- ドラマホリック!各作品
- サタドラ各作品
- ガールズ×戦士シリーズ各作品
- スペシャルドラマ

BSテレ東
- 火曜ドラマ8各作品
- 土曜ドラマ9各作品

BSテレ東・テレビ大阪
- 真夜中ドラマ各作品

WOWOW
- ドラマW各作品[注 7]
- アフロ田中
- 撮休シリーズ

### 報道番組・経済番組
TBS
- news23 MUSIC・パーフェクトエディション

テレ東・BSテレ東
- ワールドビジネスサテライト
- ガイアの夜明け
- カンブリア宮殿
- 未来世紀ジパング
- 日経ニュース プラス9
- マネーのまなび

BSテレ東・テレビ大阪
- 17の目標SDGs未来への約束

### バラエティ番組
オリジナルコンテンツ
- パラビき!パラビき!あらびき団 〜四天王編〜[23]
- KAT-TUNの世界一タメになる旅!+[24]（2019年4月より地上波移行）
- パパジャニWEST（2020年4月より地上波移行）
- それSnow Manにやらせて下さい（2021年4月より地上波移行）
- 有田ジェネレーション
- A.B.C-Zの1000本ノック
- まる乗りパラビ

TBS
- 有吉ジャポン
- クレイジージャーニー
- 恋んトス（シーズン8以降はParaviオリジナルコンテンツ）
- この差って何ですか?
- SASUKE（2018年3月の第35回以降）
- 人生最高レストラン
- 水曜日のダウンタウン
- ニンゲン観察バラエティ モニタリング
- バナナマンのせっかくグルメ!!&バナナマンの早起きせっかくグルメ!!
- マツコの知らない世界
- キングオブコント
- ラストキス〜最後にキスするデート（新シリーズはParaviオリジナルコンテンツ）
- 東大王（Paravi限定特別編も含む）
- ザ・ベストワン
- Let's!美バディ
- クイズ!THE違和感
- アイ・アム・冒険少年
- 週刊さんまとマツコ
- 7つの海を楽しもう!世界さまぁ〜リゾート
- 中居大輔と本田翼と夜な夜なラブ子さん
- バナナサンド
- 霜降りミキXIT
- NEWSの全力!!メイキング
- アメージパング!
- KAT-TUNの食宝ゲッットゥーン
- 賞金奪い合いネタバトル ソウドリ〜SOUDORI〜

BS-TBS
- 吉田類の酒場放浪記

TBSラジオ
- 土曜ワイドラジオTOKYO 永六輔その新世界（ダイジェスト復刻版を配信していた[25]）
- マイナビ Laughter Night

テレ東
- 一茂&良純の自由すぎるTV
- 青春高校3年C組
- 太川蛭子の旅バラ
- モヤモヤさまぁ〜ず2
- YOUは何しに日本へ?
- THEカラオケ★バトル
- 今日からやる会議
- あちこちオードリー
- デカ盛りハンター
- ゴッドタン
- 乃木坂に、越されました〜AKB48、色々あってテレ東からの大逆襲!〜
- AKB48、最近聞いた?〜一緒になんかやってみませんか?〜
- 出没!アド街ック天国
- 開運!なんでも鑑定団

WOWOW
- おしゃべりアラモード ～森山良子と清水ミチコとプラスワン～

その他
- オカモトラベル

### スポーツ中継
TBS
- 2018年アジア競技大会
- 2018年バレーボール女子世界選手権（日本戦のみ）
- SMBC日本シリーズ2018第3戦・第6戦
- 2018日米野球 第5戦・第6戦
- ガッツファイティング（2019年より注目度の高い試合を生中継）
- S☆1 BASEBALL（2019年シーズンより、横浜DeNAベイスターズ主催公式戦全試合中継）
- マラソングランドチャンピオンシップ・男子の部（女子の部はNHKオンデマンドで配信）
- SMBC日本シリーズ2019第2戦
- SMBC日本シリーズ2021第6戦
- 2022年バレーボール男子世界選手権（日本戦のみ。地上波の放送枠を確保できなかったため国内独占生中継となった）
- 2022年バレーボール女子世界選手権（日本戦のみ）

CBC
- SOUL FIGHTING

テレ東
- 第54回世界卓球選手権団体戦
- 第55回世界卓球選手権個人戦
- 2018年のITTFワールドツアーグランドファイナル及び2019年のITTFワールドツアーなどの主要大会。
- SMBC日本シリーズ2021第2戦

### アニメ
オリジナルコンテンツ（UHFアニメ）
- カードファイト！！ ヴァンガード（2018年版）
- バミューダトライアングル 〜カラフル・パストラーレ〜
- 啄木鳥探偵處

TBS
- アニメサタデー630各作品
- アニメリコ各作品[注 8]
- ぐでたま
- DRAGON QUEST -ダイの大冒険-（1991年版）[注 9]

テレ東
- デュエルマスターズシリーズ各作品
- アイカツ！シリーズ各作品
- プリティーシリーズ各作品
- イナズマイレブンシリーズ各作品
- ポケットモンスターシリーズ各作品[注 10]
- 妖怪ウォッチシリーズ各作品
- けものフレンズシリーズ各作品
- 弱虫ペダルシリーズ各作品（第5期開始後はNHK+・NHKオンデマンドにて配信予定）
- カードファイト！！ ヴァンガード　アジアサーキット・リンクジョーカー・レギオンメイト編・Gシリーズ各作品
- ダイヤのAシリーズ各作品
- ゾイドワイルドZERO（第1期はアニメサタデー630各作品扱い）
- 七つの大罪 神々の逆鱗&憤怒の審判（第2期はアニメサタデー630各作品扱い）
- あひるの空
- ミュークルドリーミーシリーズ各作品（第2期の実写ミニコーナー及びバラエティ企画回は未配信だがいちなるTVではミニコーナーの完全版とバラエティ企画回のディレクターズカット版を配信）
- DRAGON QUEST -ダイの大冒険-（2020年版）
- のんのんびよりシリーズ各作品
- 魔王城でおやすみ
- ARIAシリーズ各作品
- ダンボール戦機シリーズ各作品
- 新幹線変形ロボ シンカリオンZ（第1期はアニメサタデー630各作品扱い）
- シャーマンキング（2001年版&2021年版）[注 11]
- きんだーてれび各作品
- 大正オトメ御伽話（BS11と共同製作）
- 境界戦機（BS11と共同製作）
- 進化の実〜知らないうちに勝ち組人生〜

WOWOW
- アニメプレミア・アニメプライム各作品

テレ東・テレビ大阪
- フルーツバスケット（2019年版）
- 異世界食堂シリーズ各作品

テレ東・テレビ愛知
- WAVE!!〜サーフィンやっぺ!!〜

テレビ大阪
- トミカ絆合体 アースグランナー
- マジカパーティ

テレビ愛知
- フューチャーカード バディファイトシリーズ各作品
- orange（AT-Xと共同製作）
- 明治東京恋伽（TOKYO MX&BSフジと共同製作・FODでも同時配信）
- LOST SONG（TOKYO MXと共同製作）
- カードファイト！！ ヴァンガード（2011年版）・続高校生・新右衛門編・外伝 イフ-if-・overDressシリーズ各作品
- 八十亀ちゃんかんさつにっきシリーズ各作品（第1期から第2期まではTOKYO MX、第3期はBS11と共同製作）
- 私、能力は平均値でって言ったよね！シリーズ各作品（AT-Xと共同製作）
- 天地創造デザイン部（TOKYO MX&AT-X&BSフジと共同製作・FODでも同時配信）
- SELECTION PROJECT（AT-Xと共同製作）
- 世界最高の暗殺者、異世界貴族に転生する（AT-Xと共同製作）

テレビ愛知・テレビ大阪
- MUTEKING THE Dancing HERO（TOKYO MX&BS日テレ&ニッポン放送と共同製作・huluでも同時配信）

テレビせとうち
- しまじろうシリーズ各作品[注 13]

### 系列外
日本テレビ
過去のドラマ作品が中心。2020年頃からTBSテレビのドラマ番組に出演している俳優の関連作品を中心に配信対象となる番組が増加した。なお、日本テレビ傘下のHuluでも2012年からテレビ東京やTBSなどが制作した番組の配信を行っている。
日本放送協会（NHK）
大河ドラマ『八重の桜』を配信した。
関西テレビ（カンテレ。フジテレビ系列）
カンテレが制作している連続ドラマ（火曜夜10時枠の連続ドラマ・火曜夜9時枠の連続ドラマ）の一部作品やバラエティ番組『なにわからAぇ! 風吹かせます!』と『グータンヌーボ』を配信している。
朝日放送（ABC TV。テレビ朝日系列）
『相席食堂』や『ドラマL』を配信している。なお、TBS系列でABC TVと同じ在阪テレビ局であるMBSでも、MBS制作の『まんが日本昔ばなし』がAbemaTVで配信され、『ピーナッツバターサンドウィッチ』などMBSの深夜ドラマの作品の一部も放送直後にTELASAで一定期間独占配信と、それぞれテレビ朝日と資本関係がある動画サービスでの配信が行われた。
BS松竹東急（独立放送局）
一部の自局製作バラエティ番組（『ゴルフW』・『号外!日本史スクープ砲』・『シェイクスピア・ラン』）を配信している。
エスビーエス（SBS）
音楽番組『SBS人気歌謡』やバラエティ番組『ランニングマン』などを配信している。
韓国放送公社（KBS）
音楽番組『ミュージックバンク』を配信している。
JTBC
バラエティ番組『知ってるお兄さん』を配信している。

## 関連番組
パパパパラビ!
2018年4月より、TBS・テレ東の両局において不定期で放送される特別番組。制作はTIXE（タイクス）、制作著作はそれぞれの放送担当局で、Paraviでは過去の放送分の動画を未公開シーンを含めて視聴できる。
2018年度の放送には、「PR大使」を務める宇垣美里（在任期間中はTBSアナウンサー）、鷲見玲奈（在任期間中はテレ東アナウンサー）、BooBo（TBSマスコットキャラクター）、ナナナ（テレ東マスコットキャラクター）が両局の垣根を越えて出演していた。
宇垣が2019年3月31日付でTBSテレビを退社（フリーアナウンサーへ転身）したことなどに伴って、3月30日放送分から、宇内梨沙（TBSアナウンサー）と竹﨑由佳（テレ東アナウンサー）が第2代の司会に就任した。
ピーチ医者 植田もも子のParavi大好き!!
TBSの深夜通販番組『カイモノラボ』内のコーナーで、TBSアナウンサー時代に『SICK'S 恕乃抄』『サトリの恋』で植田もも子役を演じた宇垣が役名のまま出演。2018年9月までは『ピーチ医者 植田もも子のSICK'S大好き!』というタイトルを用いていたが、10月2日（10月1日深夜）放送分からのリニューアルを経て、12月まで放送された。
Paraviの学校
2019年4月より不定期で『カイモノラボ』内のコーナーとして放送。宇内梨沙が2年P組担任として出演。
考えすぎちゃん
2020年9月7日よりParaviにて配信されているトークバラエティ番組。制作はテレ東。ファーストサマーウイカ、岡部大（ハナコ）、DJ松永、佐久間宣行らがParaviのおすすめコンテンツに関連したテーマについて語り合う。

## 運営会社
株式会社プレミアム・プラットフォーム・ジャパン（Premium Platform Japan, Inc.）は、Paraviを運営する日本の株式会社である。TBSホールディングス（TBSHD）・日本経済新聞社・テレビ東京ホールディングス（TXHD）・WOWOW・電通・博報堂DYメディアパートナーズの6社が出資している。

のちにJNN・TXNの近畿広域圏（MBSメディアホールディングス〈MBSHD〉・テレビ大阪）・中京広域圏（中部日本放送・テレビ愛知）・北海道（北海道放送・テレビ北海道）・福岡県（RKB毎日ホールディングス・TVQ九州放送） の各系列および持株会社も資本参加している。